# Шлюхтерн
Шлюхтерн (нем. Schlüchtern) — город в Германии, в земле Гессен. Подчинён административному округу Дармштадт. Входит в состав района Майн-Кинциг. Население составляет 16 933 человека (2009). Занимает площадь 113,30 км². Официальный код — 06 4 35 025.

## Достопримечательности
- Замок и парк Рамхольц

## Известные уроженцы
- Петер Лотц (1528—1560) — немецкий гуманист и поэт.

## Города-побратимы
- Фамек[вд], Франция
- Яроцин, Польша

- Хатван, Венгрия